# Leonardo de Mango
Leonardo de Mango (Bisceglie, 19 febbraio 1843 – Istanbul, 27 gennaio 1930) è stato un pittore italiano attivo tra la seconda metà del XIX secolo e i primi anni del XX. Esercitò la sua professione di pittore in oriente (Siria, Egitto e Libia) e prevalentemente in Turchia.

## Biografia
Nato a Bisceglie, vicino a Bari, mostrò subito talento per la pittura sin dall'età di nove anni. Nel 1862, a seguito dell'interessamento e il sostegno economico di una famiglia nobiliare di Bari, venne mandato a studiare all'Accademia di Belle Arti di Napoli dove studiò per otto anni.
Ivi fu allievo del paesaggista Filippo Palizzi e di Domenico Morelli, un pittore di scene romantiche, religiose e orientaleggianti. In questo periodo de Mango ebbe modo di venire a contatto con i pittori più importanti del tempo come Saverio Altamura, Bernardo Celentano, Raffaele d'Auria, Federico Maldarelli, Raffaele Postiglione e Giuseppe Mancinelli, dai quali apprese le diverse tecniche di rappresentazione pittorica.
Nel 1883 De Mango decise di stabilirsi a Costantinopoli durante il regno del Sultano Abdul Hamid II, dove insegnò, per qualche tempo, presso il dipartimento di pittura a olio della Scuola di Belle Arti. Costretto a lasciare Costantinopoli brevemente nel 1911 durante la guerra italo-turca, l'artista tornò in città dopo il trattato di Ouchy il 15 ottobre 1912. De Mango fu tra gli artisti che, su iniziativa di Alexandre Vallaury, un insegnante del dipartimento di architettura della Scuola di Belle Arti, e Regis Delbeuf, direttore del quotidiano Le Istanbul, organizzò la prima mostra di scultura e pittura a Beyoğlu nel 1901, soprannominata Pera Exhibitions in the Passage Oriental, in un porticato di proprietà del mercante francese Bourdon. Con 27 opere, De Mango fu l'artista più rappresentato, così come lo fu di nuovo nella mostra del 1902, dove era uno dei 36 artisti, partecipando con 33 dei suoi dipinti. De Mango partecipò ancora con 16 dipinti all'ultima delle mostre di Pera, che si tenne nel 1903.
Egli dipingeva all'aria aperta e nel suo studio a Beyoğlu, rappresentando la vita quotidiana che si svolgeva nei diversi distretti di Costantinopoli, fino alla sua morte avvenuta nel 1930.

## Paesaggi di Costantinopoli
De Mango evocò scene idilliache nei dipinti che realizzò a Fenerbahçe e Üsküdar sulla costa ondulata di Costantinopoli (dal 1929 denominata ufficialmente Istanbul). La superficie scintillante e la calma imperturbabile del mare e gli alberi lungo la riva miglioravano il clima onirico. Oltre a queste scene sul mar di Marmara, l'artista ha rappresentato un gran numero di altri punti della città come Büyükdere, Göksu (acque dolci dell'Asia), il vecchio quartiere musulmano di Eyup, il quartiere greco di Fanar, le Isole dei Principi, il Corno d'Oro, la punta del Serraglio e il Bosforo. Nonostante il suo possente impiego, in particolare del colore nei suoi dipinti a olio, i problemi di prospettiva sono comunque osservabili qua e là.
Artista prolifico, de Mango usò a lungo la tecnica a olio, acquerello, matita e inchiostro di china. È anche noto per aver rielaborato, su richiesta, nel suo studio di Beyoğlu, alcuni dei suoi bozzetti precedenti realizzati a Damasco, Beirut e in Egitto, da schizzi a mano, vendendoli, per la maggior parte, ai suoi clienti levantini.
Con la proclamazione della Repubblica Turca il 29 ottobre 1923 e il trasferimento della capitale ad Ankara, l'attività artistica a Istanbul iniziò a perdere slancio focalizzandosi nella nuova capitale. 
Durante questo periodo di formazione nell'arte della pittura turca e il suo ambiente, l'artista rimase pertanto lontano da questi nuovi sviluppi. A causa dell'avanzare dell'età, le sue attività vennero limitate a dare lezioni nelle dimore del circolo cosmopolita in cui viveva, e ad allestire mostre personali a livello della comunità italiana (Società Operaia e Casa d'Italia). Realizzò anche grandi dipinti, a sfondo religioso, commissionati da varie chiese italiane della città.

## De Mango al Dolmabahçe Palace
Conducendo una vita solitaria, De Mango fu un uomo di suprema dignità, nobiltà e fierezza. Attraverso una corrispondenza regolare con il fratello Carlo de Mango in Italia, mantenne stretti legami con la sua famiglia e la città natale. In difficoltà economiche durante gli anni finali del quasi mezzo secolo trascorso a Istanbul, de Mango visse in una stanza, messagli a disposizione da Marcello Campaner, del Palazzetto dei Dragomani (Casa dei traduttori), dietro la Casa d'Italia. De Mango morì, all'età di ottantotto anni, non si sposò mai e coltivò un desiderio perpetuo per una famiglia. Leonardo de Mango, si pensa abbia realizzato circa 1 500 disegni e dipinti, sia oli sia acquerelli, durante i 47 anni di soggiorno a Istanbul.